# 庫比察冰川
70°24′S 63°11′W / 70.400°S 63.183°W
庫比察冰川（英語：Kubitza Glacier），是南極洲的冰川，最終在薩姆塞爾山以東注入克利福德冰川，在1974年由美國地質調查局繪入地圖，現時由南極條約體系管理。